# تاکویا اوهاتا
تاکویا اوهاتا (انگلیسی: Takuya Ohata؛ زادهٔ ۲۸ مهٔ ۱۹۹۰) بازیکن فوتبال اهل ژاپن است.